# Laurent Sachy
Laurent Sachy (Dunkerque, 10 dicembre 1968) è un ex calciatore francese, di ruolo attaccante.

## Carriera

### Club
Inizia a giocare a calcio sotto la guida del padre e presto comincia a darsi da fare più nelle discoteche e nei locali che sui campi da calcio. A 17 fa un provino al Dunkerque, non venendo ammesso.
Durante la sua breve carriera da professionista ha giocato per Rodez, Nancy, Tolosa, Nizza e Montauban, giocando con la maglia del Tolosa 16 incontri di Ligue 1, categoria nella quale realizza due reti. Vanta 152 presenze e 41 marcature nella seconda divisione francese. Si ritira nel 1999, a soli 31 anni, dichiarando in seguito al termine dell'attività agonistica di non essere stato interessato al calcio e che non aveva più il fisico per proseguire l'attività.